# BücherTreff
BücherTreff.de ist eine deutschsprachige Online-Community für Leser und Autoren. Nutzer verwalten hier ihre Büchersammlung, geben Empfehlungen ab und diskutieren über die Werke ihrer Lieblingsautoren.

## Geschichte und Inhalt
Das Projekt startete – zunächst als Hobbyprojekt – am 8. September 2003 als erste deutsche Literaturcommunity mit buchspezifischen Erweiterungen, um den Austausch über Bücher zu vereinfachen. So bestand erstmals die Möglichkeit, seinen Beiträgen bibliografische Angaben nur durch Eingabe der ISBN hinzuzufügen.
Im Mittelpunkt der Plattform steht ein umfangreiches Forum für registrierte Nutzer zum Austausch über buchaffine Themen sowie für Buchvorstellungen und Rezensionen. Daneben werden auch Leserunden und Lesenächte organisiert. Letztere waren 2006 ein Freizeit-Tipp von Focus Schule. Auf der Website können auch Autoreninterviews, diverse „Bestenlisten“, Listen zu Buchserien und ein Kalender mit Terminen zu Lesungen abgerufen werden.
Mit wachsenden Nutzer- und Beitragszahlen wurden die Web-2.0-Komponenten ausgebaut. Auf einer persönlichen Profilseite können virtuelle Bücherregale angelegt werden, um sie untereinander vergleichen zu können und Leser mit ähnlichen Interessen zu finden. Ebenso können Wunschlisten angelegt und die eigenen Lesezeiten in Lesestatistiken festgehalten und geteilt werden.
BücherTreff wird als Literaturcommunity auch in Vermarktungs-Ratgebern für Autoren empfohlen.
Im Jahr 2010 waren bei BücherTreff 8.000 Mitglieder registriert, im Januar 2015 zählte die Community 20.000 Mitglieder, 1,5 Millionen Beiträge, 26.500 Rezensionen und hatte einen Frauenanteil von 79 Prozent.